# Spartiates d'Amiens 2022
Questa voce raccoglie le informazioni riguardanti gli Spartiates d'Amiens nelle competizioni ufficiali della stagione 2022.

## Division Élite 2022

### Stagione regolare
| 12 febbraio 2022, ore 20:00 1ª giornata | Molosses d'Asnières | 14 – 19 (0-6 7-6 7-7 0-0) referto referto 2 | Spartiates d'Amiens |  |

| 20 febbraio 2022, ore 14:00 2ª giornata | Vikings de Villeneuve-d'Ascq | 13 – 20 (0-0 7-6 0-7 6-7) referto referto 2 | Spartiates d'Amiens |  |

| 5 marzo 2022, ore 19:00 3ª giornata | Spartiates d'Amiens | 0 – 63 referto referto 2 | Flash de La Courneuve |  |

| 19 marzo 2022, ore 19:00 4ª giornata | Spartiates d'Amiens | 21 – 42 (7-14 0-14 7-7 7-7) referto referto 2 | Black Panthers de Thonon |  |

| 27 marzo 2022, ore 14:00 5ª giornata | Cougars de Saint-Ouen-l'Aumône | 45 – 7 (0-7 24-0 21-0 0-0) referto referto 2 | Spartiates d'Amiens |  |

| 9 aprile 2022, ore 19:00 6ª giornata | Spartiates d'Amiens | 49 – 20 (7-0 14-6 14-14 14-0) referto referto 2 | Vikings de Villeneuve-d'Ascq |  |

| 23 aprile 2022, ore 19:00 7ª giornata | Spartiates d'Amiens | 14 – 42 (0-7 0-14 7-14 7-7) referto referto 2 | Cougars de Saint-Ouen-l'Aumône |  |

| 7 maggio 2022, ore 19:00 8ª giornata | Black Panthers de Thonon | 42 – 0 (14-0 21-0 7-0 0-0) referto referto 2 | Spartiates d'Amiens |  |

| 21 maggio 2022, ore 19:00 9ª giornata | Flash de La Courneuve | 23 – 0 (13-0 0-0 3-0 7-0) referto referto 2 | Spartiates d'Amiens |  |

| 4 giugno 2022, ore 19:00 10ª giornata | Spartiates d'Amiens | 29 – 34 (7-14 9-0 7-13 6-7) referto referto 2 | Molosses d'Asnières |  |

## Statistiche di squadra
| Competizione | %Vittorie | In casa | In casa | In casa | In casa | In casa | In casa | In trasferta | In trasferta | In trasferta | In trasferta | In trasferta | In trasferta | Totale | Totale | Totale | Totale | Totale | Totale |
| Competizione | %Vittorie | G       | V       | N       | P       | Pf      | Ps      | G            | V            | N            | P            | Pf           | Ps           | G      | V      | N      | P      | Pf     | Ps     |
| ------------ | --------- | ------- | ------- | ------- | ------- | ------- | ------- | ------------ | ------------ | ------------ | ------------ | ------------ | ------------ | ------ | ------ | ------ | ------ | ------ | ------ |
| Campionato   | .300      | 5       | 1       | 0       | 4       | 113     | 201     | 5            | 2            | 0            | 3            | 46           | 137          | 10     | 3      | 0      | 7      | 159    | 338    |
| Totale       | .300      | 5       | 1       | 0       | 4       | 113     | 201     | 5            | 2            | 0            | 3            | 46           | 137          | 10     | 3      | 0      | 7      | 159    | 338    |

## Statistiche personali

### Passer rating
La classifica tiene in considerazione soltanto i quarterback con almeno 10 lanci effettuati.
| Giocatore | G  | Att | Comp | Int | Yds  | TD | NFL   | NCAA   |
| --------- | -- | --- | ---- | --- | ---- | -- | ----- | ------ |
| Kinchen   | 10 | 306 | 160  | 9   | 1933 | 18 | 79,33 | 118,88 |